# George Knapp
George Knapp (Woodbury, Nueva Jersey; 18 de abril de 1952) es un periodista de investigación estadounidense.
George Knapp reside en Las Vegas (Nevada) desde 1979 y trabaja principalmente para la KLAS-TV desde 1981. Ha investigado y ha hecho informes sobre muchos temas, pero fuera de Las Vegas, Knapp es conocido por el público por sus variados trabajos sobre fenómenos paranormales.
A finales de los años 80, Knapp publicó la historia de Bob Lazar (que aseguró haber trabajado como empleado en una instalación secreta llamada S-4 (Sector cuatro) localizada en el Área 51 para supuestamente investigar el tipo de sistema de propulsión que utilizan los ovnis y realizar con esas naves la ingeniería inversa). En 1991, Knapp dejó la cadena de televisión KLAS para ir a trabajar para las Comunicaciones Altamira, una empresa de relaciones públicas. Tres años más tarde, regresó a KLAS como reportero. A finales de 1990 y principios de 2000, Knapp fue a investigar el Rancho Skinwalker, y escribió un libro junto a Colm Kelleher (Hunt for the Skinwalker: Science Confronts the Unexplained at a Remote Ranch in Utah) sobre avistamientos de luces en el cielo y helicópteros militares en el rancho, además de una serie de supuestos avistamientos del chupacabras en el noreste de Utah.
Knapp escribió una columna llamada "Knappster", apareciendo semanalmente en la cadena de televisión Las Vegas Mercury, y de vez en cuando era invitado al programa Coast to Coast AM para hablar sobre conspiraciones y temas paranormales.
Según su perfil de la cadena de televisión KLAS-TV, George Knapp ha ganado siete Premios Mark Twain, ocho Emmys, dos Edward R. Murrow Award, y el premio nacional Edward R. Murrow en el 2004. Además, la investigación de Knapp en torno al caso de Bob Lazar, fue citada como el mejor "Logro Individual por un Periodista" escrito por la United Press International en 1990.[cita requerida]